# G77
G77 är en löst sammansatt grupp inom Förenta nationerna bestående av utvecklingsländer. Syftet med gruppen är att tillgodose medlemmarnas kollektiva intressen och skapa en större förhandlingskraft inom FN. Det var ursprungligen 77 länder i gruppen, men antalet har ökat till 132 (2014). Ordförandeskapet roterar på årsbasis. Under 2009 leddes gruppen av Sudan. 2015 leds arbetet av Sydafrika.
Gruppen bildades den 15 juni 1964 under FN:s konferens om handel och utveckling (UNCTAD). Det första mötet hölls i Algeriet 1967 varvid de permanenta institutionella strukturerna började konstrueras. 

## Medlemmar
- Afghanistan
- Algeriet
- Angola
- Antigua och Barbuda
- Argentina
- Bahamas
- Bahrain
- Bangladesh
- Barbados
- Belize
- Benin
- Bhutan
- Bolivia
- Bosnien och Hercegovina
- Botswana
- Brasilien
- Brunei
- Burkina Faso
- Burundi
- Centralafrikanska republiken
- Chile
- Colombia
- Costa Rica
- Elfenbenskusten
- Djibouti
- Dominikanska republiken
- Ecuador
- Egypten
- El Salvador
- Ekvatorialguinea
- Eritrea
- Etiopien
- Fiji
- Filippinerna
- Förenade arabemiraten
- Gabon
- Gambia
- Ghana
- Grenada
- Guatemala
- Guinea
- Guinea-Bissau
- Guyana
- Haiti
- Honduras
- Indien
- Indonesien
- Irak
- Iran
- Jamaica
- Jemen
- Jordanien
- Kambodja
- Kamerun
- Kap Verde
- Kenya
- Kina
- Komorerna
- Kongo-Brazzaville
- Kongo-Kinshasa
- Kuba
- Kuwait
- Laos
- Libanon
- Lesotho
- Liberia
- Libyen
- Madagaskar
- Malawi
- Malaysia
- Maldiverna
- Mali
- Marshallöarna
- Mauretanien
- Mauritius
- Mikronesiska federationen
- Mongoliet
- Marocko
- Moçambique
- Myanmar
- Namibia
- Nepal
- Nicaragua
- Niger
- Nigeria
- Nordkorea
- Oman
- Pakistan
- Palestina
- Panama
- Papua Nya Guinea
- Paraguay
- Peru
- Qatar
- Rwanda
- Saint Kitts och Nevis
- Saint Lucia
- Samoa
- São Tomé och Príncipe
- Saudiarabien
- Senegal
- Seychellerna
- Sierra Leone
- Singapore
- Salomonöarna
- Somalia
- Sri Lanka
- Sudan
- Surinam
- Swaziland
- Sydafrika
- Syrien
- Tanzania
- Tchad
- Thailand
- Togo
- Tonga
- Trinidad och Tobago
- Tunisien
- Turkmenistan
- Uganda
- Uruguay
- Vanuatu
- Venezuela
- Vietnam
- Zambia
- Zimbabwe
- Östtimor

## Tidigare medlemmar
- Nya Zeeland var med i uppstarten av G77 1963 men drog sig ur 1964.
- Mexiko var en av de ursprungliga medlemsländerna men tog utträde 1994 då landet blev medlem i OECD.
- Sydkorea var en av de ursprungliga medlemsländerna men drog sig ur 1982 då landet blev medlem i OECD.
- Jugoslavien var en av de ursprungliga medlemsländerna men gick ur 2003 på grund av upplösningen av Jugoslavien. Endast Bosnien-Hercegovina är kvar av det forna Jugoslavien.
- Cypern var en av de ursprungliga medlemsländerna men gick ur 1994 då landet blev medlem i EU 2004.
- Malta blev medlem 1976 men gick ur 1994 då landet blev medlem i EU 2004.
- Rumänien blev medlem 1976 men gick ur 2007 då landet har sökt medlemskap i EU.